# Ferronigerite-6N6S
La ferronigerite-6N6S è un minerale appartenente al gruppo della nigerite.